# Джексон, Эрин
Эрин Джексон (англ. Erin Jackson; род. 19 сентября 1992, Окала, Флорида) ― американская конькобежка, чемпионка зимних Олимпийских игр 2022 года . Серебряный призёр чемпионата мира в командном спринте. 3-кратная чемпионка США на отдельных дистанциях.

## Биография
Эрин Джексон впервые начала кататься на роликовых коньках в 9 лет. В средней школе также занималась лёгкой атлетикой. Впервые встала на коньки в сентябре 2016 года во время короткой прогулки с членами роликобежной голландской команды на катке в Нидерландах. В феврале 2017 года она отправилась в Солт-Лейк-Сити тренироваться на коньках с небольшим летним перерывом на роллер-дерби.

### Спортивная карьера
Джексон выиграла золото в гонке на роликовых коньках на 500 м на чемпионате мира среди юниоров 2008–2009 годов, золото в том же соревновании на Панамериканском чемпионате 2014 года и была названа спортсменкой года Олимпийским комитетом США по роликовым видам спорта в 2012 году и 2013 годах. Также участвует в роллер-дерби с командой Jacksonville RollerGirls из Женской ассоциации дерби на плоской трассе (WFTDA), выигрывала награды MVP на плей-офф первого дивизиона WFTDA 2014 в Эвансвилле, штат Индиана, и участвовала в чемпионатах WFTDA в 2015 году и 2016 годах. 
В 2017 году Эрин Джексон перешла в конькобежный спорт на льду. Прошла квалификацию на Зимние Олимпийские игры 2018 года, заняв 3-е место в забеге на 500 м и имея всего четыре месяца опыта в конькобежном спорте на льду. Под руководством тренера Рене Хильдебранд Джексон соревновалась на дистанции 500 метров и заняла 24-е место из 31 участника в Пхенчхане. В сезоне 2018/19 Джексон дебютировала на Кубке мира и на чемпионате мира на отдельных дистанциях в Инцелле, где заняла 15-е место в забеге на 500 м.
Через год в 2020 году стала 4-й на чемпионате 4-х континентов в Милуоки на дистанции 500 м и в командном спринте, а также заняла 7-е место в забеге на 500 м на чемпионате мира в Солт-Лейк-Сити. В январе 2021 года она получила ссадину роговицы, отбеливание сетчатки, ушиб глаза и кровоизлияние в глаз, после того, как крюк банджи-шнура отломился и застрял в её глазу. Через две недели она вернулась на лёд.
В марте 2021 года Джексон выиграла чемпионат США на дистанции 500 м и стала 2-й в спринтерском многоборье. В ноябре 2021 года выиграла свои первые гонки Кубка мира по конькобежному спорту на 500 метров в Польше с двумя рекордами, что сделало её первой чернокожей американкой, выигравшей Кубок мира в беге на 500 м в общем зачёте.
Она чуть не пропустила квалификацию на Олимпийские игры 2022 года после того, как поскользнулась во время отборочных соревнований на эту Олимпиаду и заняла 3-е место на дистанции 500 м. Её товарищ по команде и давняя подруга Бриттани Боу выиграла турнир, но уступила свое место Джексон, чтобы та поехала на Пекинскую зимнюю Олимпиаду. 
Джексон выиграла золотую медаль в беге на коньках среди женщин на 500 метров в феврале 2022 года на зимних Олимпийских играх в Пекине , участвуя в забеге в 14-й паре (из 15) и опередив соперниц на 0,08 секунды со временем 37,04 секунды. Джексон стала первой чернокожей женщиной, выигравшей зимнее олимпийское золото в индивидуальном виде спорта, а также первой американкой, выигравшей олимпийское золото в конькобежном спорте с тех пор, как Крис Уитти выиграла 1000 м в 2002 году.
В сезоне 2022/23 Джексон дважды с товарищами выигрывала командный спринт на Кубке мира и была третьей в забеге на 500 м и выиграла чемпионат США на дистанции 500 м. В марте 2023 года завоевала серебряную медаль в командном спринте на чемпионате мира на отдельных дистанциях в Херенвене.

## Личная жизнь
Джексон училась в христианской академии Шорс, средней школе Говарда и средней школе Форест. Затем поступила в Университет Флориды, и окончила его с отличием со степенью бакалавра в 2015 году по специальности «Материаловедение и инженерия» В 2020 году получила степень бакалавра в области компьютерных наук в колледже сообщества Солт-Лейк-Сити и работает над получением степени магистра в области физических упражнений и кинезиологии. Её увлечения включают просмотр телевизора, путешествия, боулинг. Её отец, Трейси, переехал из Окалы в Солт-Лейк-Сити в июне 2021 года. Её мать умерла, когда она была старшеклассницей.

## Награды
- 2012, 2013 и 2015 года - названа спортсменкой года в роллер-спорте Олимпийским комитетом США
- 2022 - названа олимпийской спортсменкой года на церемонии вручения государственных спортивных наград в штате Юта
- 2022 - включена в Зал славы Музея черной истории округа Мэрион в Окале, штат Флорида
- 2022 - получила награду "Спортсмен года имени Эрика Хайдена 2022 года" от US Speedskating